# Márcio Prates Ferreira Paulino
Márcio Prates Ferreira Paulino foi um político brasileiro do estado de Minas Gerais. Foi eleito deputado estadual em Minas Gerais pelo PTN para o mandato de 1947 a 1951. Perdeu seu mandato, sendo substituído pelo Dep. Bolivar de Freitas a partir de 19/5/1947.